# Western & Southern Open 2014
Western & Southern Open 2014, také známý pod názvem Cincinnati Masters 2014, byl společný tenisový turnaj mužského okruhu ATP World Tour a ženského okruhu WTA Tour, hraný v areálu Lindner Family Tennis Center na otevřených dvorcích s tvrdým povrchem. Konal se mezi 11. až 17. srpnem 2014 v  americkém městě Mason, ležícím přibližně 35 kilometrů od centra ohijského Cincinnati. Událost probíhala jako 113. ročník mužského a 86. ročník ženského turnaje.
Mužská polovina byla, po grandslamu, zařazena do druhé nejvyšší kategorie okruhu ATP Masters 1000 a její dotace činila 4 017 355 amerických dolarů. Ženská část s rozpočtem 2 567 000 dolarů patřila do kategorie WTA Premier 5. Turnaj představoval čtvrtý díl severoamerické Emirates Airline US Open Series 2014.
Oba obhájci v singlových soutěžích, Španěl Rafael Nadal a Běloruska Viktoria Azarenková, se před zahájením odhlásili pro zranění. Rekordní šestou cincinnatskou trofej a 80. singlovou na okruhu ATP Tour získal Švýcar Roger Federer. Vyhrál tak rekordní 54 turnaj na tvrdém povrchu. Naopak premiérový vavřín z této americké události vybojovala úřadující světová jednička Serena Williamsová. Bratři Bob a Mike Bryanovi pak obhájili titul, který znamenal páté vítězství v Cincinnati a rekordní 99. společnou deblovou trofej.

## Distribuce bodů a finančních odměn

### Distribuce bodů
| Soutěž       | Vítězové | F   | SF  | ČF  | 16 v kole | 32 v kole | 64 v kole | Q  | Q2 | Q1 |
| ------------ | -------- | --- | --- | --- | --------- | --------- | --------- | -- | -- | -- |
| dvouhra mužů | 1000     | 600 | 360 | 180 | 90        | 45        | 10        | 25 | 16 | 0  |
| čtyřhra mužů | 1000     | 600 | 360 | 180 | 90        | 0         |           |    |    |    |
| dvouhra žen  | 900      | 620 | 395 | 225 | 125       | 70        | 1         | 30 | 20 | 1  |
| čtyřhra žen  | 900      | 620 | 395 | 225 | 125       | 5         |           |    |    |    |

### Finanční odměny
| Soutěž                                      | vítězové | finalisté | semifinalisté | čtvrtfinalisté | 16 v kole | 32 v kole | 64 v kole | Q2     | Q1     |
| ------------------------------------------- | -------- | --------- | ------------- | -------------- | --------- | --------- | --------- | ------ | ------ |
| dvouhra mužů                                | $583 800 | $286 240  | $144 060      | $73 255        | $38 040   | $20 055   | $10 830   | $2 500 | $1 270 |
| dvouhra žen                                 | $426 000 | $213 000  | $104 700      | $49 040        | $23 730   | $12 200   | $6 400    | $2 670 | $1 620 |
| čtyřhra mužů*                               | $180 800 | $88 500   | $44 400       | $22 780        | $11 780   | $6 210    |           |        |        |
| čtyřhra žen*                                | $122 000 | $61 600   | $30 425       | $15 340        | $7 780    | $3 840    |           |        |        |
| v deblových soutěžích uváděna částka na pár |          |           |               |                |           |           |           |        |        |

## Dvouhra mužů

### Nasazení
| Stát                           | Hráč                  | ATP | Nasazení |
| ------------------------------ | --------------------- | --- | -------- |
| Srbsko                         | Novak Djoković        | 1.  | 1.       |
| Švýcarsko                      | Roger Federer         | 3.  | 2.       |
| Švýcarsko                      | Stan Wawrinka         | 4.  | 3.       |
| Česko                          | Tomáš Berdych         | 5.  | 4.       |
| Kanada                         | Milos Raonic          | 6.  | 5.       |
| Španělsko                      | David Ferrer          | 7.  | 6.       |
| Bulharsko                      | Grigor Dimitrov       | 8.  | 7.       |
| Spojené království             | Andy Murray           | 9.  | 8.       |
| Lotyšsko                       | Ernests Gulbis        | 12. | 9.       |
| Francie                        | Richard Gasquet       | 13. | 10.      |
| Spojené státy                  | John Isner            | 14. | 11.      |
| Francie                        | Jo-Wilfried Tsonga    | 15. | 12.      |
| Španělsko                      | Roberto Bautista Agut | 16. | 13.      |
| Chorvatsko                     | Marin Čilić           | 18. | 14.      |
| Itálie                         | Fabio Fognini         | 19. | 15.      |
| Španělsko                      | Tommy Robredo         | 20. | 16.      |
| Žebříček ATP ke 4. srpnu 2014. |                       |     |          |

### Jiné formy účasti
Následující hráči obdrželi divokou kartu do hlavní soutěže:
- Robby Ginepri
- Steve Johnson
- Sam Querrey
- Jack Sock

Následující hráč uplatnil do hlavní soutěže žebříčkovou ochranu:
- Jürgen Melzer

Následující hráči postoupili z kvalifikace:
- Benjamin Becker
- Chase Buchanan
- Teimuraz Gabašvili
- Marinko Matosevic
- Benoît Paire
- Bernard Tomic
- James Ward
  -  Blaž Rola – jako šťastný poražený

#### Odhlášení
před zahájením turnajem
- Nicolás Almagro (poranění nohy)
- Carlos Berlocq
- Juan Martín del Potro (poranění zápěstí)
- Alexandr Dolgopolov (poranění kolena)
- Richard Gasquet (břišní poranění)
- Tommy Haas (poranění ramena)
- Florian Mayer (poranění třísla)
- Rafael Nadal (poranění zápěstí)
- Kei Nišikori (poranění nohy)
- Dmitrij Tursunov

## Mužská čtyřhra

### Nasazení
| Stát                                                                                    | Hráč              | Stát          | Hráč                   | ATP | Nasazení |
| --------------------------------------------------------------------------------------- | ----------------- | ------------- | ---------------------- | --- | -------- |
| Spojené státy                                                                           | Bob Bryan         | Spojené státy | Mike Bryan             | 2.  | 1.       |
| Rakousko                                                                                | Alexander Peya    | Brazílie      | Bruno Soares           | 6.  | 2.       |
| Kanada                                                                                  | Daniel Nestor     | Srbsko        | Nenad Zimonjić         | 11. | 3.       |
| Chorvatsko                                                                              | Ivan Dodig        | Brazílie      | Marcelo Melo           | 16. | 4.       |
| Indie                                                                                   | Leander Paes      | Česko         | Radek Štěpánek         | 20. | 5.       |
| Francie                                                                                 | Julien Benneteau  | Francie       | Édouard Roger-Vasselin | 22. | 6.       |
| Španělsko                                                                               | Marcel Granollers | Španělsko     | Marc López             | 28. | 7.       |
| Španělsko                                                                               | David Marrero     | Španělsko     | Fernando Verdasco      | 28. | 8.       |
| Žebříček ATP ke 4. srpnu 2014; číslo je součtem žebříčkového postavení obou členů páru. |                   |               |                        |     |          |

### Jiné formy účasti
Následující páry obdržely divokou kartu do hlavní soutěže:
- Steve Johnson /  Sam Querrey
- Mackenzie McDonald /  Tim Smyczek

Následující pár nastoupil z pozice náhradníka:
- Jamie Murray /  John Peers

#### Odhlášení
před zahájením turnajem
- Michaël Llodra (poranění pravého lokte)

## Ženská dvouhra

### Nasazení
| Stát                           | Hráčka                    | WTA | Nasazení |
| ------------------------------ | ------------------------- | --- | -------- |
| Spojené státy                  | Serena Williamsová        | 1.  | 1.       |
| Rumunsko                       | Simona Halepová           | 3.  | 2.       |
| Česko                          | Petra Kvitová             | 4.  | 3.       |
| Polsko                         | Agnieszka Radwańská       | 5.  | 4.       |
| Rusko                          | Maria Šarapovová          | 6.  | 5.       |
| Německo                        | Angelique Kerberová       | 7.  | 6.       |
| Kanada                         | Eugenie Bouchardová       | 8.  | 7.       |
| Srbsko                         | Jelena Jankovićová        | 9.  | 8.       |
| Srbsko                         | Ana Ivanovićová           | 10. | 9.       |
| Bělorusko                      | Viktoria Azarenková       | 11. | 10.      |
| Slovensko                      | Dominika Cibulková        | 12. | 11.      |
| Dánsko                         | Caroline Wozniacká        | 13. | 12.      |
| Itálie                         | Flavia Pennettaová        | 14. | 13.      |
| Itálie                         | Sara Erraniová            | 15. | 14.      |
| Španělsko                      | Carla Suárezová Navarrová | 16. | 15.      |
| Česko                          | Lucie Šafářová            | 17. | 16.      |
| Žebříček WTA ke 4. srpnu 2014. |                           |     |          |

### Jiné formy účasti
Následující hráčky obdržely divokou kartu do hlavní soutěže:
- Belinda Bencicová
- Lauren Davisová
- Christina McHaleová

Následující hráčka uplatnila do hlavní soutěže žebříčkovou ochranu:
- Romina Oprandiová

Následující hráčky postoupily z kvalifikace:
- Annika Becková
- Irina-Camelia Beguová
- Zarina Dijasová
- Nicole Gibbsová
- Polona Hercogová
- Karin Knappová
- Varvara Lepčenková
- Pauline Parmentierová
- Chanelle Scheepersová
- Taylor Townsendová
- Heather Watsonová
- Yanina Wickmayerová
  -  Mona Barthelová – jako šťastná poražená

#### Odhlášení
před zahájením turnaje
- Viktoria Azarenková (poranění nohy)
- Li Na (poranění kolena)
- Yvonne Meusburgerová

## Ženská čtyřhra

### Nasazení
| Stát                                                                                     | Hráčka                  | Stát          | Hráčka                 | WTA | Nasazení |
| ---------------------------------------------------------------------------------------- | ----------------------- | ------------- | ---------------------- | --- | -------- |
| Itálie                                                                                   | Sara Erraniová          | Itálie        | Roberta Vinciová       | 2.  | 1.       |
| Čína                                                                                     | Pcheng Šuaj             | Tchaj-wan     | Sie Šu-wej             | 7.  | 2.       |
| Česko                                                                                    | Květa Peschkeová        | Slovinsko     | Katarina Srebotniková  | 13. | 3.       |
| Zimbabwe                                                                                 | Cara Blacková           | Indie         | Sania Mirzaová         | 15. | 4.       |
| Rusko                                                                                    | Jekatěrina Makarovová   | Rusko         | Jelena Vesninová       | 17. | 5.       |
| Maďarsko                                                                                 | Tímea Babosová          | Francie       | Kristina Mladenovicová | 27. | 6.       |
| Spojené státy                                                                            | Raquel Kopsová-Jonesová | Spojené státy | Abigail Spearsová      | 36. | 7.       |
| Rusko                                                                                    | Alla Kudrjavcevová      | Austrálie     | Anastasia Rodionovová  | 40. | 8.       |
| Žebříček WTA ke 4. srpnu 2014; číslo je součtem žebříčkového postavení obou členek páru. |                         |               |                        |     |          |

### Jiné formy účasti
Následující páry obdržely divokou kartu do hlavní soutěže:
- Nicole Gibbsová /  Alison Riskeová
- Melanie Oudinová /  Taylor Townsendová

Následující pár nastoupil z pozice náhradníka:
- Oxana Kalašnikovová /  Olga Savčuková

#### Odhlášení
před zahájením turnaje
- Čang Šuaj (poranění pravého ramene)

#### Skrečování
- Klaudia Jansová-Ignaciková (poranění pravé paty)
- Kristina Mladenovicová (poranění bederní páteře)

## Přehled finále

### Mužská dvouhra
- Roger Federer vs.  David Ferrer, 6–3, 1–6, 6–2

### Ženská dvouhra
- Serena Williamsová vs.  Ana Ivanovićová, 6–4, 6–1

### Mužská čtyřhra
- Bob Bryan /  Mike Bryan vs.  Vasek Pospisil /  Jack Sock, 6–3, 6–2

### Ženská čtyřhra
- Raquel Kopsová-Jonesová /  Abigail Spearsová vs.  Tímea Babosová /  Kristina Mladenovicová, 6–1, 2–0skreč